# Gare de Quincieux - Trévoux
La gare de Quincieux - Trévoux était une gare ferroviaire française de la ligne de Paris-Lyon à Marseille-Saint-Charles, située au lieudit Grand-Veissieux, sur le territoire de la commune de Quincieux, dans le département du Rhône en région Rhône-Alpes. Elle était également à moins de 3 kilomètres de Trévoux, ville située sur la rive gauche de la Saône dans le département de l'Ain.
La station est mise en service en 1854 par la Compagnie du chemin de fer de Paris à Lyon (PL), avant de devenir en 1857 une gare de la Compagnie des chemins de fer de Paris à Lyon et à la Méditerranée (PLM). Elle est fermée en 1982 par la Société nationale des chemins de fer français (SNCF). 

## Situation ferroviaire
Établie à 179 m d'altitude, la gare de Quincieux - Trévoux était située au point kilométrique (PK) 485,766 de la ligne de Paris-Lyon à Marseille-Saint-Charles, entre les gares d'Anse et de Saint-Germain-au-Mont-d'Or. Elle est remplacée par la gare de Quincieux située plus au sud, au PK 487,969.

## Histoire
La « station de Trévoux » est mise en service le 7 octobre 1854 par la Compagnie du chemin de fer de Paris à Lyon, lorsqu'elle ouvre à l'exploitation la section de Chalon-sur-Saône à Lyon-Vaise. Elle est établie à environ trois kilomètres de la ville de Trévoux, sur l'autre rive de la Saône. Un pont suspendu permet de traverser le fleuve et de rejoindre la station par la levée et son chemin.

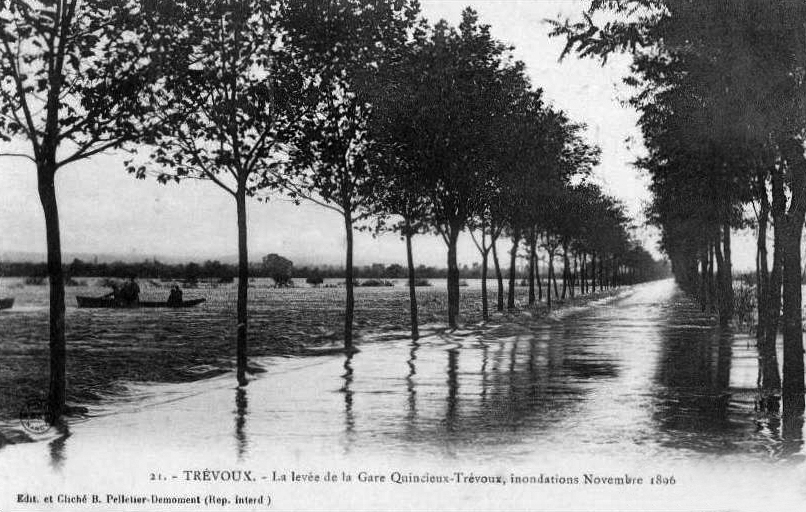
La levée qui permet de rejoindre la station est inondée en 1896

Comme toutes les gares intermédiaires d'origine de la ligne, elle comporte un bâtiment voyageurs dû à l'architecte de la Compagnie PL Alexis Cendrier.
En 1867, Adolphe Joanne, dans son ouvrage Itinéraire de Paris à la méditerranée : itinéraire descriptif et historique, indique que la 65e station de la ligne de Paris à Lyon est celle de Trévoux, ville de 2 794 habitants, située à 5 km d'Anse, 487 km de Paris et 25 km de Lyon, la station suivante est Saint-Germain-au-Mont-d'Or. En correspondance avec tous les trains, des omnibus conduisent les voyageurs entre la ville et la station à raison de 25 cent ou 45 cent, ce prix incluant le péage du pont sur la Saône. En repartant vers Lyon, le train laisse à gauche le village de Quincieux qui compte 1 050 habitants.
Devenue entretemps la « gare de Quincieux - Trévoux », elle est décrite en 1930 comme étant une « gare campagnarde » desservie uniquement par les « trains omnibus ».
En 1982, la SNCF décide de supprimer des arrêts sur la ligne Lyon - Villefranche afin de gagner sur les temps de parcours. Peu fréquentée et proche de la gare de Quincieux, la gare de « Quincieux-Trévoux » fait partie des arrêts supprimés.
Désaffecté, le bâtiment voyageurs est par la suite détruit. Aujourd'hui, il ne demeure plus que quelques platanes en lieu et place de la cour de l'ancienne gare.